# Questopogon clarkii
Questopogon clarkii là một loài ruồi trong họ Asilidae. Questopogon clarkii được Dakin & Fordham miêu tả năm 1922. Loài này phân bố ở miền Australasia.